# 2015年5月香港

## 5月1日
最低工資由時薪30元加至32.5元。

## 5月2日
- - 政府繼續動員落區宣傳政改，其中食物及衛生局局長高永文到牛頭角派發宣傳單張時，與一名持相反意見的男子激烈爭執，高永文事後承認自己一時無法控制情緒，望市民諒解。[2]
  - 民主黨計劃就運輸署的西區巴士路線重組計劃提出司法覆核，民主黨指運輸署重組路線時違反區議會條例，未有充分諮詢區議會。[3]

## 5月3日
- 當局安排慈雲山車房爆炸案中受影響居民在警員和屋宇署人員陪同下，返回單位收拾財物，警方安排每戶每次只可兩人進入大廈收拾，限時20分鐘。[4]
  - 大埔三門仔海面一個魚排下午發生火警，火勢迅速蔓延並引發連串爆炸，並波及毗鄰魚排。火警大半小時後被救熄，兩個魚排及兩艘舢舨遭燒毀，未有造成傷亡。[5]

## 5月4日
- - 清水灣道綁架案中一名主犯經羅湖口岸闖關時被警方拘捕，內地公安接獲香港警方通知後，凌晨在深圳一間賓館拘捕兩名同黨。消息指綁匪匿藏女人質在飛鵝山一個山洞，五名綁匪收到贖款後致電另一名負責看守肉參的綁匪，揹着人質步行約半小時路程到山腳放人。[6]
  - 國務院任命盧偉聰接替曾偉雄出任警務處處長，他表示上任後首要工作目標是增強打擊科技罪案及反恐。面對警民關係撕裂，他指日後會加強和市民溝通，解釋警隊行動、決定背後的原因。[7]

## 5月5日
- - 何文田勝利道有餐廳兩年前起提供待用餐，即顧客預先付款，有需要人士可於每日下午2時半後免費享用麵食。待用餐先到先得，不少人早上9時許開始等候。唯有附近商戶及街坊不滿影響生意，投訴「影響治安衛生」，向該區區議員蕭亮聲投訴。蕭提出改善建議，惟老闆鍾偉豐周一起暫停派餐。蕭昨晚繼續勸說，鍾最終改變主意，今日改到附近公園派籌。[8]

## 5月6日
- - 廉政公署諮詢律政司意見後，決定終止調查發展局局長陳茂波的家族在新界東北發展區囤地涉嫌利益衝突一案。律政司回覆指，已向廉署提供法律意見，現階段不宜作進一步評論，無正面回應會否公開有關法律理據。[9]
  - 廣深港高鐵工程造價再度超支，據了解港鐵內部估算超支工程逾200多億元，預計高鐵最終成本會接近900億元。根據政府與港鐵簽訂的協議，港鐵最多只需賠償約45億元，剩餘的款項可能要由納稅人支付。運輸及房屋局局長張炳良則表示未收到港鐵的報告。[10]

## 5月7日
- - 香港城市大學學生會公投以大比數通過退聯議案，成為第四間退出學聯的大專院校。而點票期間工作人員發現一個票箱被人惡意潑墨，幸好只得7張選票受到影響，公投議案最終以2464票贊成、527票反對獲得通過。[11]
  - 資深大律師石永泰代表一名市民入稟司法覆核，申請禁制令要求政府停播政改宣傳片，申請書指政改宣傳片屬於政治廣告，違反廣播條例，並要求法庭頒令禁止通訊事務管理局容許媒體播放有關廣告，以及禁止新聞處處長聶德權供應有關廣告予媒體播放。[12]

## 5月8日
- - 大家樂旗下「Club 100」會員接獲由大家樂總經理發出的電郵，指公司把會員的個人資料，包括姓名、電話號碼、電郵地址及八達通卡號碼，錯誤地經電郵附件檔案抄送至一位顧客。不過，電郵並未交代受影響的會員人數及事發確實日期，惹市民炮轟。直至同日下午，大家樂始證實有108,500名會員的資料外洩，事件發生於4月底，即大家樂在事發後8日才公布。而個人資料及私隱專員公署則在兩日前已獲知事件，卻也未有對外通報，讓公眾知悉事件，只稱已展開循規審查，有需要時會採取執法行動。[13]
  - 房委會最新數據顯示，公屋輪候冊申請達27.85萬宗，按年急增逾12%，一般家庭平均輪候時間亦增至3.3年，距離政府3年上樓的承諾目標愈來愈遠。公屋聯會則估計至年底輪候時間或增至3.5年。[14]

## 5月9日
- - 沙田美林邨七旬遛狗翁被殺案，警方錯誤拘捕30歲智障男子50多小時。被捕者家屬昨力證他在案發時身處屯門院舍，有不在場證據，但警方到院舍調查後仍然落案；又質疑警方違反指引，曾在無監護人下向智障男錄口供；錄影證供更顯示警問「你有無殺人？」，有中度智障的他只懂無意識重複問題句末字眼，說「殺人」。家屬要求警方道歉，不排除提出投訴及興訟。議員張超雄批評，警方這次高調拉人、低調放人，可能已令當事人遭公眾「未審先判」。[15]
  - 保普選反暴力大聯盟一連九日，在全港多區設街站收集市民簽名，不過有簽名市民直言是「老闆叫我簽」、有股壇名嘴公開表態支持。大聯盟代表周融強調不會篤數，表示對港人有信心。而廣東社團總會動員超過500名長者，在添馬公園舉行「海陸空撐政改啟動禮」，出動直升機在維港上空盤旋，再派出遊艇、旅遊巴接載來自各同鄉會的長者往各區街站派傳單、收集簽名，呼籲全體立法會議員「順應主流民意」支持政改。[16]
  - 11個反對就人大8.31方案「袋住先」的專業人士團體，包括法政匯思、杏林覺醒、護士政改關注組等，在港鐵沙田站發起首次宣傳。[17]

## 5月11日
- - 香港廣西社團總會在網上發放7名中學生發表支持政改言論的片段，學生為參與廣西社團美國遊學團的申請者，於面試後被要求表達政改意見及錄影。其中兩間中學確認片中涉及其校的學生，並引述學生對片段會被公開不知情，有學生更感「被誤導」。學生由於在網上遭起底，情緒受困擾，兩校已為他們提供支援及輔導。廣西社團總會會長鄧清河發聲明，重申拍攝內容與遊學團取錄與否無關，拍攝前曾徵得學生同意，表明會上網，涉事學生應親身交代，「自己承擔責任」。[18]
  - 香港機場管理局指，機場第三條跑道工程動工後，於2007年才啟用的二號客運大樓將進行改建及擴建，整體費用預計約需95億。改建後的二號客運大樓預計2023年重新啟用。有立法會議員批評機管局的建議荒謬，直指拆卸大樓必定引起大規模混亂。[19]
  - 港鐵東鐵線早上8時05分繁忙時間發生信號系統故障，要重啟信號系統，全線列車服務暫停行駛5分鐘，其中大圍站亦曾經「封站」管理人潮。但港鐵並沒有在網站公布列車延誤詳情，並要在事發後約1小時才向傳媒證實事故。[20]
  - 綠表置居先導計劃最終考慮新蒲崗的單幢式大廈為選址，提供860個單位，可望於2017年落成。[21]

## 5月12日
- - 無綫電視獲批免費電視牌照續期12年，通訊局以行政指配方式把無綫電視現時持有的廣播頻譜繼續指配予無綫。無綫承諾六年內會投資超過63億元，當局亦在現有牌照上增加額外規定，包括每周在數碼頻道額外提供合共四小時指定播放節目，包括時事節目、紀錄片、文化藝術節目和青年人節目，亦要增加獨立本地製作節目，由每年20小時遞增至2020年每年60小時，以回應公眾訴求以及培育本地人才。議員及學者批評，此舉容許無綫「一台獨霸」。[22]
  - 沙田美林邨遛狗翁被殺案，警方錯誤拘捕並一度暫控30歲中度智障男子誤殺，引起社會討論。警方態度昨有改變，早上派出助理警務處長、新界南總區指揮官呂漢國致電電台，首次表示警方會檢討事件，並「祝福」事主家人，唯當時未有道歉，指要待檢討後再作考慮。事態至深夜再有發展，警方於11時32分發稿，強調調查過程中尋求真相，「為事主及其家屬帶來不愉快經歷，警方表示抱歉」。[23]
  - 一名輪候公屋10年的35歲單身申請人，計劃提出司法覆核，挑戰非長者單身人士公屋計分制。他入稟司法覆核控告房屋署署長和房委會引入配額及計分制，令非長者單身人士因年齡而嚴重影響分配公屋的輪候時間。社區組織協會批評單身人士單位配額比例不合理地低，公屋聯會估計假如當局敗訴，長者及家庭申請者平均輪候時間隨時增至6年。[24]
  - 中銀香港及東亞銀行證實早前其電腦受多國黑客以「分散式阻斷服務」（DDoS）攻擊，造成網絡大擠塞，並收到勒索電郵。兩間銀行未有洩漏客戶資料或影響賬戶。黑客罕有地要求以比特幣（Bitcoin）找數，專家認為該貨幣來源難追蹤，易於洗錢，吸引匪徒使用。[25]

## 5月14日
香港浸會大學早前安排新校長人選會見師生和校友，唯人選只有香港大學首席副校長錢大康，學生不滿新校長人選諮詢不足。浸大學生會帶領約60名學生多次衝擊，一度「佔領」聘用委員會的會議室，令會議受阻，最終校方宣布加開諮詢會，未有即日通過校長任命。

## 5月18日
- - 香港終審法院五名法官一致駁回華懋慈善基金就華懋集團已故主席龔如心830億元遺產案的上訴，裁定基金是遺產信託人而非受益人。華懋慈善基金代表律師表示，沒有對裁決感到失望，律政司則歡迎終審法院裁決。[27]
  - 早前辭去民主黨中委的黃成智計劃日內公開收集支持袋住先聯署，他解釋發起聯署是因為有民調指若有「白票守尾門」和公司票轉個人票，接受袋住先的市民有所增加，民主黨主席何俊仁批評黃成智破壞黨的團結，或會召開緊急中委會，討論凍結其黨籍[28]。5月21日，民主黨召開緊急中委會討論事件，黃成智表示將會暫停一切聯署行動，但中委會最終以大比數通過，冻结他的黨籍。[29]

## 5月19日
- - 行會考慮法律意見後，決定就香港電視網絡免費電視牌照司法覆核案提出上訴，商務及經濟發展局表示，已把上訴通知書送達港視的代表律師，政府現階段不便作出評論。[30]
  - 國泰航空近千名機艙服務員於機場離境大堂靜坐，抗議公司剝削外站津貼、同工不同酬及取消對員工的法律保障。工會不排除於8月發起罷工。國泰指薪酬及津貼調整屬恒常政策，並繼續為員工提供法援，籲員工理性解決分歧。[31]

## 5月20日
- - 東方明珠石油前副主席劉夢熊被控串謀詐騙及洗黑錢案，陪審團裁定他全部罪名不成立，案中另外兩名被告就判罪成。劉夢熊表示裁決還他清白，同時彰顯司法制度的核心價值。 [32]
  - 無綫電視向亞視租用的頻譜將於年底約滿，行政總裁李寶安指有意向政府額外申請亞視明年交還的頻譜，以維持高清廣播，但期間部份頻道的質素會下降，翡翠台的畫質可能會由高清降回標清質素，申請不成功會用後備計劃，透過調配自家的頻譜維持畫質。[33]
  - 天文台於下午5點半發出今年首個紅色暴雨警告，本港廣泛地區落大雨，新界多處錄得雨量逾50毫米。消防處共接3宗水浸報告，分別在沙田、馬鞍山西沙公路及屯門。[34]

## 5月21日
- - 12歲男童男童肖友懷被內地父母遺棄，外婆以雙程證申請他來港，並匿藏在香港9年，兩婆孫立法會議員陳婉嫻協助下前往入境處投案，最終男童獲發「行街紙」，外婆則涉嫌協助教唆逾期居留被捕。[35]
  - 大圍美林邨老翁放狗被殺案而引發的誤拘智障人士事件，智障男子家人到投訴警察課投訴。[36]
  - 國泰空中服務員工會2百名會員包圍國泰城，他們身穿白衣並戴上口罩，抗議資方削減外站津貼、續簽長約時同工不同酬，以及取消執勤時的法律保障[37]。工會宣佈籌組罷工委員會，部署8月18日起罷工，並到中環派發傳單，提醒市民要有心理準備。勞工處則安排資方與工會在未來數周內會面，國泰並強調資方具有誠意。[38]
  - 去年在舊灣仔碼頭附近海床發現的大型金屬物體，土木工程拓展署初步估計可能是「添馬艦」部份殘骸，當局計劃下月底前將殘骸移至海床另一處，繼續進行勘察。路政署預料中環灣仔繞道以及沙中線工程可能會受到影響。[39]

## 5月22日
- - 前學聯常委梁麗幗就政改諮詢第二輪提出司法覆核，尋求重啟諮詢。法官聽取雙方陳詞後，就是否受理申請押後裁決。梁麗幗指若案件獲法庭受理，會申請禁制令阻止立法會討論和表決政改方案。[40]
  - 公民黨成員曾健超在去年佔領行動期間，懷疑被警員襲擊的事件，律政司司長袁國強表示，已決定聘任外間資深大律師，提供法律意見。[41]
  - 香港證監會與中國證監會就內地與香港基金互認安排簽署協議，在7月1日起，允許合資格的內地與香港基金，透過簡化程序在對方市場銷售，初始投資額度爲資金進出各3000億元人民幣。[42]
  - 有線政改民調在5月14日至5月21日以電話成功訪問超過 1,000 名市民。支持通過政改方案有43.5%，認為要否決有 40.5%，民調指否決政改方案首達逾四成。「袋住先」與「反袋住先」的民意差距進一步收窄至 3 個百分點，計及誤差，已經難分高下。還有 16% 人未決定或無意見。[43]

## 5月23日
- - 約30名本土力量及熱血公民成員，到協助12歲深圳男童肖友懷的工聯會立法會議員陳婉嫻位於黃大仙的辦事處及安排做能力測試的小學抗議。[44]
  - 特區政府邀請全體立法會議員，本月31日前往深圳，與負責政改的3名中央官員見面，包括港澳辦主任王光亞、基本法委員會主任李飛及中聯辦主任張曉明。[45]
  - 受內地深圳以北平湖惡劣天氣影響，廣九直通車和京九直通車服務嚴重受阻，港鐵發出紅色預警，指出直通車服務要受阻最少一小時，多班直通車班次均受延誤或取消，港鐵在紅磡站貼出通告指即日直通車票暫停發售。[46]

## 5月25日
- - 長洲太平清醮值理會晚上經討論後，於約11時許決定取消午夜的搶包山比賽，是自2005年復辦以來首次取消。[47]
  - 港鐵宣佈斥資約70億元更換現時行走市區線的78列第一代英國製列車，港鐵現正審議標書，新列車最快2018年到港。[48]

## 5月26日
- - 學民思潮召集人黃之鋒上午飛往馬來西亞出席論壇，在機場被拒入境，被要求遣返香港。[49]
  - 大埔劍橋護老院被揭發有職員脫光長者的衣服，在天台赤裸地輪候沖涼。社會福利署表示極度關注事件，曾經對該院舍發出15封警告信，又多次突擊檢查，而該護老院的牌照以將於月底屆滿，社署其後決定拒絕向護老院2至3樓的牌照續期。[50]

- - 房協在北角丹拿山推出名為「雋悅」的長者項目，提供588個獨立自住單位，以「終身租約」形式租予60歲或以上退休人士。[52]
  - 天文台於早上10時25分，發出今年首個黑色暴雨警告，維持1個小時5分鐘，11時30分，改發黃色暴雨警告。暴雨期間共1,996班航班受阻；4班直通車延誤及取消。獅子山隧道公路出九龍方向快線出現水浸，有車輛死火導致嚴重塞車。[53]

## 5月28日
- - 一名感染俗稱新沙士的中東呼吸綜合症的南韓男子，由仁川坐飛機抵港經深圳到前往惠州，中國政府接到世衞通報後立即將該男子送到醫院進行隔離檢查。衛生防護中心指一個女護士曾接觸患者，並出現頭暈及咳嗽等症狀，被送往瑪嘉烈醫院接受隔離，化驗結果顯示她對新沙士病毒呈陰性反應。[54]
  - 國泰航空勞資雙方談判經勞工處斡旋下，終於就外站津貼計算方法等問題達成共識，工會決定暫時擱置罷工的準備行動，並會和資方商討簽署正式的具體協議。 [55]
  - 免費幼稚園教育委員會向教育局提交報告，建議資助半日制學童；全日及長全日制則只獲25%至30%額外資助，建議最快會於2017至18學年推行。報告又建議為幼稚園教師按職級訂立五個薪酬幅度，月薪最少應有18,000元。租金津貼方面，報告建議以公屋幼稚園的租金釐定上限，若資助額不足以交租，幼稚園可向家長收取費用。[56]

## 5月29日
- - 衞生防護中心表示，與患者同機的29名密切接觸者，目前已經聯絡其中12人，全部人並無病徵，將會安排他們到隔離營強制隔離，麥理浩夫人渡假村已開放作準備。 [57]
  - 港鐵宣佈連續第6年加價，平均加4.3%，大部份乘客每程需多付3毫以上，新車資將於6月21日起生效。港鐵會於加價當日再推出晨早折扣優惠和即日第二程9折優惠，聖誕、農曆新年及復活節共6天假日亦會有半價優惠，提供超過五億元優惠回饋乘客，同時亦投放3億元購買10輛接駁巴士和10輛輕鐵，以配合新界西北的人口發展。[58]

## 5月30日
- - 衞生防護中心已追蹤到確診感染新沙士病人的29名密切接觸者及17名其他接觸者，其中18人在港，全部沒有出現病徵並已入住麥理浩夫人度假村的檢疫中心接受檢疫。29名密切接觸者當中有兩名南韓女子一度不願意接受隔離，當局下午於銅鑼灣成功尋回兩人並送往隔離。[59][60]
  - 過百名本土派人士遊行反對政改，由中環遮打花園起步，途經警察總部，遊行人士一度要求警方開放告士打道一條行車線，到下午約5時到達終點立法會示威區後，部份人用腳踢立法會玻璃門前的金屬防護欄。[61]
  - 港鐵荃灣線荔景站附近一日內兩度發生故障。早上9時許發生訊號故障，以致車程較平常多5至10分鐘。經搶修列車服務至早上10時許回復正常。但下午工程人員發現荔景往葵芳站的一段路軌出現裂痕，列車經過需要減速，兩次故障影響合共逾6小時。[62]
  - 社民連香港立法會議員梁國雄獲中旅社通知，已拒絕他申請往內地的通行證，因此無法出席前往深圳與負責政改的中央官員會面。[63]

## 5月31日

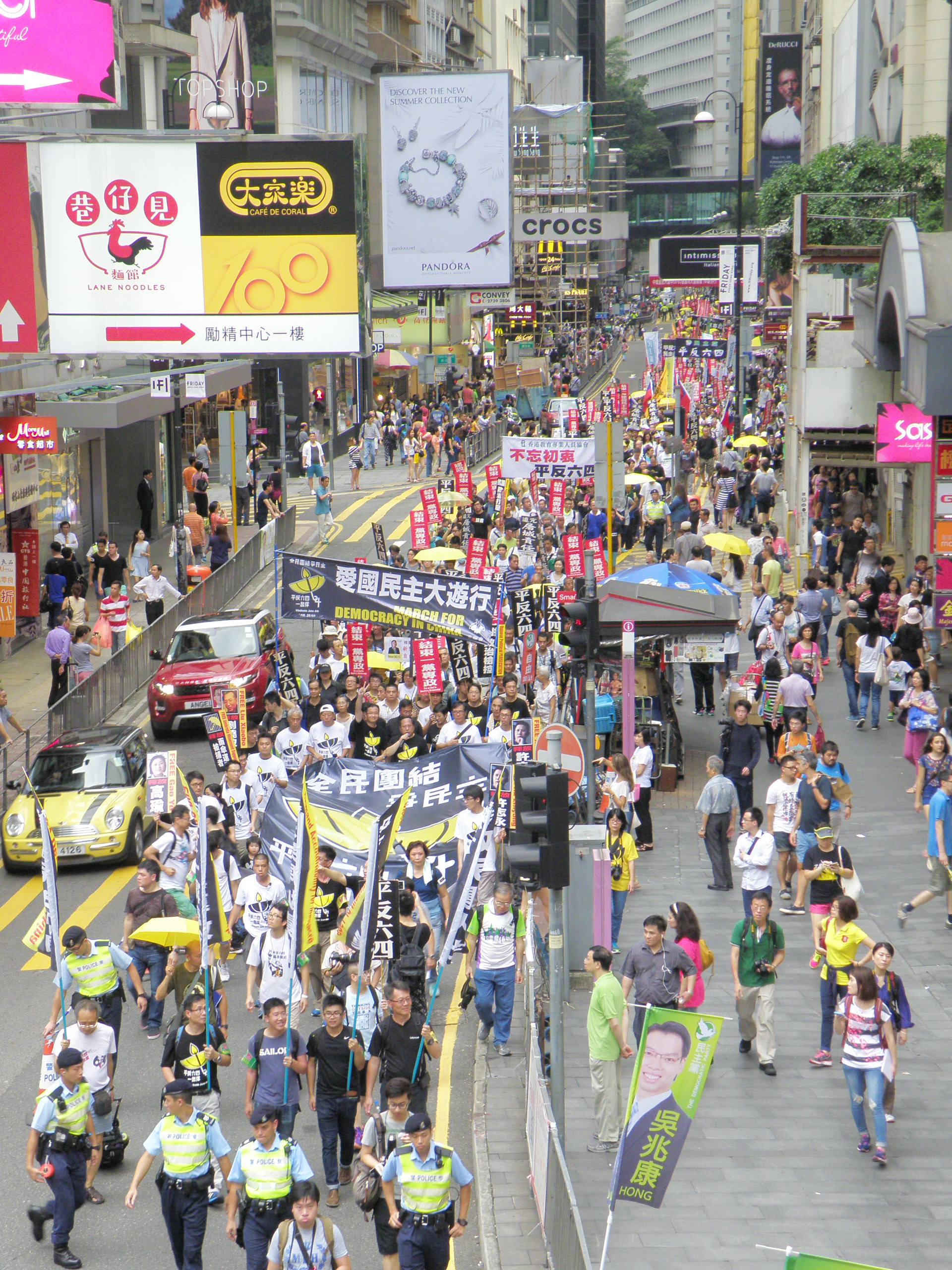
六四事件26周年遊行，本年主題為「全民團結爭民主 平反六四一起撐」

- - 支聯會發起六四26周年遊行，大會公布有3000人參與。[64]
  - 中央負責政改的官員在深圳與香港立法會議員會面討論政改，但雙方未能達成共識，基本法委員會主任李飛表示，8.31決定無限定只用於2017年特首普選，從2017年開始各任行政長官實現普選，都要按照8.31決定。泛民議員會後聲言會堅決否決政改方案，行政長官梁振英則表示不會延遲將政改方案提交立法會付諸表決。[65][66]